# Frédéric Baudry
Pour les articles homonymes, voir Baudry.
Frédéric Baudry, né le 25 juillet 1818 à Rouen et mort le 2 janvier 1885 à Paris, est un philologue et bibliothécaire français. Ami d'enfance de Gustave Flaubert, il fut notamment le traducteur et l'éditeur des Contes des frères Grimm.

## Biographie
Fils de l'imprimeur-libraire rouennais Frédéric-Louis Baudry, il se destine à l'enseignement et se fait recevoir à l'École normale supérieure de Paris, mais choisit de poursuivre des études de droit et de suivre en même temps les cours de l'orientaliste Eugène Burnouf. Reçu avocat en 1841, il devient secrétaire de Jean-Baptiste Duvergier, puis s'inscrit au barreau de Rouen. En 1849, il est nommé bibliothécaire à l'Institut agronomique de Versailles, puis en 1859 à la bibliothèque de l'Arsenal. Il est ensuite conservateur-adjoint puis administrateur de la bibliothèque Mazarine entre 1874 et 1885. Il est élu membre libre de l'Académie des inscriptions et belles-lettres en 1879.
En philologie, Baudry fut un ardent propagateur de la méthode comparée, qu'il considérait comme « un des plus précieux legs que nous ait transmis le XVIIIe siècle ». Outre une traduction des Contes de Grimm, qui fut plusieurs fois rééditée, il publia des études mythologiques et linguistiques, notamment en rapport avec le sanskrit. Il collabora également au Journal des débats et au Temps, et fut directeur de la Revue germanique.
Camarade de lycée de Flaubert et gendre de Jules Senard, l'avocat qui plaida au procès de Madame Bovary, Baudry se trouva inopinément en concurrence avec l'écrivain, qui postulait comme lui à un poste de la bibliothèque Mazarine alors qu'il se trouvait financièrement au bord du gouffre, en 1879. Au grand dam de Flaubert, ce fut Baudry, mieux qualifié et mieux soutenu dans les milieux politiques, qui l'emporta. L'amitié entre les deux hommes n'en était pas moins profonde, comme en témoignent de nombreuses lettres — échangées entre eux ou avec d'autres — publiées dans les différentes éditions de la correspondance de Flaubert.

## Publications
- Contes choisis des frères Grimm, traduits de l'allemand, 1855 Texte en ligne : Éditions de 1859 1864 1875 1900
- Mémoires de Nicolas-Joseph Foucault, publiés et annotés par Frédéric Baudry, 1862 Texte en ligne
- George Cox : Les Dieux et les héros, contes mythologiques, traduits de l'anglais par Frédéric Baudry et Émile Delerot, 1867
- Grammaire comparée des langues classiques, contenant la théorie élémentaire de la formation des mots en sanscrit, en grec et en latin, avec références aux langues germaniques, 1868 Texte en ligne

Opuscules
- Grammaire sanskrite. Résumé élémentaire de la théorie des formes grammaticales en sanskrit, 1853 Texte en ligne
- Les Derniers Jours de la Chine fermée, Paris, A. Durand, 1855
- Étude sur les Védas, 1855 Texte en ligne
- De la Science du langage et de son état actuel, Paris, 1864 Texte en ligne
- Les Frères Grimm, leur vie et leurs travaux, 1864 Texte en ligne
- De l'Interprétation mythologique, 1865

## Source biographique
- Jules Lermina, Dictionnaire universel illustré, biographique et bibliographique, de la France contemporaine, L. Boulanger, Paris, 1885, p. 115-116